# Modelo de brinquedo
Na modelagem da física, um modelo de brinquedo (toy model, em inglês) é um modelo deliberadamente simplista, com muitos detalhes removidos, para que possa ser usado para explicar um mecanismo de forma concisa. Também é útil em uma descrição do modelo mais completo. Os modelos são de importância central em muitos contextos científicos.
Modelo de brinquedo é um termo que não se destina a ter conotações depreciativas ou depreciativas. Exemplos paradigmáticos de modelos de brinquedos incluem o modelo de Ising em física, o modelo de Lotka-Volterra em ecologia populacional e o modelo de Schelling nas ciências sociais.

## Caracteristicas essenciais
Uma caracterização útil de modelos de brinquedos apela a três recursos essenciais:
(1) Modelos desse tipo são fortemente idealizados, pois incluem frequentemente idealizações aristotélicas e galileanas.
  (2) Modelos são extremamente simples, pois representam um pequeno número de fatores causais (ou, de maneira mais geral, explicativos).
fatores) responsáveis pelo fenômeno alvo.
(3) Modelos se referem a um fenômeno-alvo (em oposição a, por exemplo, modelos de dados).

## Modelos matemáticos
Nos modelos matemáticos de "brinquedo", isso geralmente é feito reduzindo ou ampliando o número de dimensões ou reduzindo o número de campos/variáveis ou restringindo-os a uma forma simétrica específica.

## Modelos em física
Nas descrições físicas de "brinquedos", um exemplo análogo de um mecanismo cotidiano é frequentemente usado para ilustração. Modelos de brinquedo em física teórica são inventados para simplificar a modelagem de sistemas físicos complexos, preservando pelo menos alguns dos principais recursos dos originais.